# 騰飛中國商業信託基金
騰飛中國商業信託基金是新加坡地產商騰飛集團旗下的房地產信託基金。
騰飛中國商業信託基金上市的資產據報包括三座位於上海的商業大廈，騰飛廣場及海洋大廈及高騰大廈。騰飛中國商業信託基金原計劃於2011年上市。騰飛中國商業信託基金曾考慮以人民幣計價房地產信託基金方式在香港上市集資3至4億美元，但最後因市況欠佳而取消計劃。